# Pyza bosnica
Pyza bosnica is een hooiwagen uit de familie aardhooiwagens (Nemastomatidae). De originele naamcombinatie (protoniem) was Nemastoma bosnicum Roewer 1919. Het was later een spelfout als "boenicum".  Een volgende naamrecombinatie werd gepubliceerd als Pyza bosnica (Roewer, 1919) in Staręga 1976. Een junior subjectief synoniem is Nemastoma goliae Hadži 1973 gesteld door Gruber (1979). Een andere is Nemastoma sarae Hadži 1973, ook in Gruber (1979). Andere zijn Nemastoma bosnicum orientale Kratochvíl 1958, en Nemastoma gallwitzi Roewer 1923, beide gesteld door Staręga (1976).  Na 2023 de geldige combinatie is Pyza bosnica (Roewer, 1919).